# Campeonato Mundial de Atletismo de 2013 - Arremesso de peso masculino
O arremesso de peso masculino do Campeonato Mundial de Atletismo de 2013 ocorreu entre 15 e  16 de agosto no Estádio Lujniki, em Moscou.

## Recordes
Antes desta competição, os recordes mundiais e do campeonato nesta prova eram os seguintes:
| Tipo                  | Atleta         | Distância | Local    | Data                 | Ref |
| --------------------- | -------------- | --------- | -------- | -------------------- | --- |
|                       | Randy Barnes   | 23,12     | Westwood | 20 de maio de 1990   | ver |
| Recorde do campeonato | Werner Günthör | 22,23     | Roma     | 29 de agosto de 1987 | ver |

## Medalhistas
| Ouro              | Prata              | Bronze                |
| David Storl (GER) | Ryan Whiting (USA) | Dylan Armstrong (CAN) |

## Cronograma
| Data         | Hora  | Evento        |
| ------------ | ----- | ------------- |
| 15 de agosto | 10:20 | Primeira fase |
| 16 de agosto | 20:10 | Final         |

## Resultados

### Primeira fase
Qualificação: Desempenho de qualificação 20,65 m (Q) ou pelo menos 12 melhores (q) avançam para a final. 
| Classificação | Grupo | Atleta                       | Nacionalidade        | 1ª prova | 2ª prova | 3ª prova | Resultado | Nota |
| ------------- | ----- | ---------------------------- | -------------------- | -------- | -------- | -------- | --------- | ---- |
| 1             | B     | Ryan Whiting                 | Estados Unidos       | 21,51 m  |          |          | 21,51 m   | Q    |
| 2             | A     | Ladislav Prášil              | Chéquia              | 20,90 m  |          |          | 20,90 m   | Q    |
| 3             | B     | Tomasz Majewski              | Polónia              | 20,02 m  | 20,76 m  |          | 20,76 m   | Q    |
| 4             | B     | David Storl                  | Alemanha             | 20,29 m  | 20,22 m  | 20,71 m  | 20,71 m   | Q    |
| 5             | A     | Reese Hoffa                  | Estados Unidos       | 20,33 m  | 20,24 m  | 20,42 m  | 20,42 m   | q    |
| 6             | A     | Georgi Ivanov                | Bulgária             | x        | 20,40 m  | 19,97 m  | 20,40 m   | q    |
| 7             | B     | Dylan Armstrong              | Canadá               | 19,95 m  | 20,39 m  | 20,35 m  | 20,39 m   | q    |
| 8             | B     | Cory Martin                  | Estados Unidos       | 20,18 m  | 19,98 m  | 20,18 m  | 20,18 m   | q    |
| 9             | B     | Germán Lauro                 | Argentina            | 20,09 m  | 20,07 m  | 19,88 m  | 20,09 m   | q    |
| 10            | A     | Asmir Kolašinac              | Sérvia               | x        | 19,74 m  | 20,07 m  | 20,07 m   | q    |
| 11            | B     | Martin Stašek                | Chéquia              | 19,60 m  | 19,80 m  | 20,04 m  | 20,04 m   | q    |
| 12            | A     | Antonín Žalský               | Chéquia              | 19,59 m  | 19,28 m  | 19,76 m  | 19,76 m   | q    |
| 13            | A     | Maksim Sidorov               | Rússia               | 19,34 m  | 19,63 m  | x        | 19,63 m   |      |
| 14            | B     | Leif Arrhenius               | Suécia               | 19,27 m  | 19,08 m  | 19,53 m  | 19,53 m   |      |
| 15            | A     | Orazio Cremona               | África do Sul        | 19,39 m  | 19,42 m  | 19,23 m  | 19,42 m   |      |
| 16            | A     | Marco Fortes                 | Portugal             | 19,38 m  | 19,19 m  | x        | 19,38 m   |      |
| 17            | A     | Jakub Szyszkowski            | Polónia              | 19,36 m  | 19,26 m  | x        | 19,36 m   |      |
| 18            | B     | Sultan Abdulmajeed Alhabashi | Arábia Saudita       | 18,80 m  | 19,22 m  | 17,88 m  | 19,22 m   |      |
| 19            | B     | Hamza Alić                   | Bósnia e Herzegovina | 19,18 m  | x        | x        | 19,18 m   |      |
| 20            | A     | O'Dayne Richards             | Jamaica              | 19,08 m  | 18,89 m  | 18,86 m  | 19,08 m   |      |
| 21            | B     | Aleksandr Lesnoj             | Rússia               | 19,01 m  | x        | x        | 19,01 m   |      |
| 22            | A     | Kemal Mešić                  | Bósnia e Herzegovina | 18,98 m  | x        | x        | 18,98 m   |      |
| 23            | B     | Borja Vivas                  | Espanha              | x        | 18,95 m  | 18,97 m  | 18,97 m   |      |
| 24            | A     | Tim Nedow                    | Canadá               | x        | 18,72 m  | 18,52 m  | 18,72 m   |      |
| 25            | A     | Marin Premeru                | Croácia              | x        | 18,71 m  | x        | 18,71 m   |      |
| 26            | A     | Zach Lloyd                   | Estados Unidos       | 18,40 m  | x        | 18,63 m  | 18,63 m   |      |
| 27            | B     | Soslan Cirichov              | Rússia               | 18,53 m  | x        | 18,41 m  | 18,53 m   |      |
| 28 !          | B     | Pavel Lyžyn                  | Bielorrússia         | x        | x        | x        | NM        |      |
| 29 !          | B     | Raymond Brown                | Jamaica              |          |          |          | DNS       |      |

### Final
A final foi iniciada as 20:10. 
| Classificação     | Atleta          | Nacionalidade  | 1ª prova | 2ª prova | 3ª prova | 4ª prova | 5ª prova | 6ª prova | Marca   | Nota |
| ----------------- | --------------- | -------------- | -------- | -------- | -------- | -------- | -------- | -------- | ------- | ---- |
| Medalha de ouro   | David Storl     | Alemanha       | 21,19 m  | 21,24 m  | x        | 21,73 m  | x        | x        | 21,73 m | PS   |
| Medalha de prata  | Ryan Whiting    | Estados Unidos | 21,57 m  | x        | 21,35 m  | 21,20 m  | x        | 21,22 m  | 21,57 m |      |
| Medalha de bronze | Dylan Armstrong | Canadá         | 20,38 m  | 21,10 m  | 20,73 m  | 20,87 m  | 21,34 m  | 20,46 m  | 21,34 m | PS   |
| 4                 | Reese Hoffa     | Estados Unidos | 20,59 m  | 21,12 m  | x        | 20,72 m  | 20,64 m  | x        | 21,12 m |      |
| 5                 | Ladislav Prášil | Chéquia        | 20,60 m  | 20,98 m  | 20,89 m  | 20,76 m  | 20,83 m  | 20,93 m  | 20,98 m |      |
| 6                 | Tomasz Majewski | Polónia        | 20,46 m  | 20,89 m  | x        | 20,91 m  | 20,98 m  | x        | 20,98 m | PS   |
| 7                 | Germán Lauro    | Argentina      | 19,69 m  | 20,26 m  | 19,23 m  | 20,40 m  | 19,30 m  | 20,06 m  | 20,40 m |      |
| 8                 | Georgi Ivanov   | Bulgária       | 20,29 m  | x        | 20,39 m  | x        | 20,19 m  | x        | 20,39 m |      |
| 9                 | Cory Martin     | Estados Unidos | 20,09 m  | x        | 20,06 m  |          |          |          | 20,09 m |      |
| 10                | Asmir Kolašinac | Sérvia         | 19,96 m  | 19,78 m  | x        |          |          |          | 19,96 m |      |
| 11                | Antonín Žalský  | Chéquia        | 19,54 m  | x        | x        |          |          |          | 19,54 m |      |
| 12                | Martin Stašek   | Chéquia        | 19,10 m  | x        | x        |          |          |          | 19,10 m |      |

Legenda
| Recorde mundial       | Recorde mundial (World record)               |                       | Recorde africano                      | Recorde africano (African) |                                           | Q | Classificado por posição (Qualified) |
| Recorde do campeonato | Recorde do campeonato (Championship record)  | Recorde da América    | Recorde da América (Americas)         | q                          | Classificado por melhor tempo (Qualified) |   |                                      |
| Melhor marca do ano   | Melhor marca do ano (World leading)          | Recorde asiático      | Recorde asiático (Asian)              | DNS                        | Não largou (Did not start)                |   |                                      |
| Recorde nacional      | Recorde nacional (National record)           | Recorde europeu       | Recorde europeu (European)            | DNF                        | Não terminou (Did not finish)             |   |                                      |
| Recorde pessoal       | Recorde pessoal do atleta (Personal best)    | Recorde da Oceania    | Recorde da Oceania (Oceania)          | DSQ / DQ                   | Desclassificado (Disqualified)            |   |                                      |
| Recorde da temporada  | Recorde da temporada do atleta (Season best) | Recorde sul-americano | Recorde sul-americano (South America) | NM                         | Sem marca (No mark)                       |   |                                      |